# Kasteel van Lavérune
Het Kasteel van Lavérune (Frans: Château des évêques de Montpellier of het kasteel van de bisschoppen van Montpellier) is een kasteel in de Franse gemeente Lavérune. Het kasteel is een beschermd historisch monument sinds 1973.